# Michael Goldenberg
Michael Goldenberg (1965) es un autor teatral estadounidense y también un guionista y director cinematográfico.

## Inicios
Se graduó en la Carnegie Mellon University. Se desempeñó como autor de obras teatrales entre las cuales se incluyen Down the Stream, que fue represaentada en Nueva York en el Vineyard Theater, Elizabeth's Gift e Interpretation of Dreams.

## Cine
En 1996 escribe y dirige su primera película, Bed of Roses, un film de corte romántico con Christian Slater.
Un año después coescribe junto a James V. Hart el guion de la película  Contact dirigida por Robert Zemeckis. La cinta de ciencia ficción contó con el trabajo de intérpretes como Jodie Foster, David Morse, Jena Malone y Matthew McConaughey.
Su próximo proyecto fue la adaptación de la popular novela de James Matthew Barrie Peter Pan, guion que concretó para el director australiano P. J. Hogan que obtuvo buenas críticas.
En 2004, Goldenberg relevó al guionista Steve Kloves en la tarea de adaptar a la pantalla grande la quinta novela de J. K. Rowling. Harry Potter y la Orden del Fénix fue un éxito de taquilla superando los 900 millones de dólares en recaudación.
En una entrevista concedida a los fanáticos de la saga fantástica, Goldenberg respondió a las críticas por ciertas omisiones y alteraciones de la trama novelesca. También aclaró que se le había ofrecido el mismo puesto para la primera película. Su trabajo le ha valido lo elogios de la autora de la saga que consideró a la película «la mejor realizada hasta la fecha».
Entre sus próximos proyectos figura una película futurista para Warner Bros.

## Filmografía
| Año  | Película                          | Director           | Notas |
| ---- | --------------------------------- | ------------------ | ----- |
| 1996 | Bed of Roses                      | Michael Goldenberg |       |
| 1997 | Contact                           | Robert Zemeckis    |       |
| 2003 | Peter Pan                         | P. J. Hogan        |       |
| 2007 | Harry Potter y la Orden del Fénix | David Yates        |       |
| 2011 | Linterna Verde                    | Martin Campbell    |       |
| 2019 | Artemis Fowl                      | Kenneth Branagh    |       |

## Nominaciones
| Premio                  | Categoría          | Receptor(es)                       | Trabajo                           | Resultado |
| ----------------------- | ------------------ | ---------------------------------- | --------------------------------- | --------- |
| Premios Saturn Award    | Mejor guion        | Michael Goldenberg                 | Harry Potter y la Orden del Fénix | Nominado  |
| Premios Saturn Award    | Mejor guion        | Michael Goldenberg y James V. Hart | Contact                           | Nominado  |
| Premios Humanitas Prize | Mejor largometraje | Michael Goldenberg y James V. Hart | Contact                           | Nominado  |